# Onychohydrus scutellaris
Onychohydrus scutellaris is een keversoort uit de familie waterroofkevers (Dytiscidae). De wetenschappelijke naam van de soort is voor het eerst geldig gepubliceerd in 1848 door Germar.